# Kenneth Edwards
Kenneth Paine «Ken» Edwards (Chicago, Illinois, 9 de març de 1886 - Evanston, Illinois, 21 de desembre de 1952) va ser un golfista estatunidenc que va competir a primers del segle xx.
El 1904 va prendre part en els Jocs Olímpics de Saint Louis, on guanyà la medalla d'or en la prova per equips del programa de golf, com a membre de l'equip Western Golf Association.